# Josef Franz Fritzenwallner
Josef Franz Fritzenwallner (* 31. August 1965 in Kleinarl) ist ein österreichischer Politiker (FPÖ/BZÖ/FDK) und Gastwirt. Er war von 1994 bis 1999 Abgeordneter zum Salzburger Landtag und Mitglied der Gemeindevertretung von Kleinarl.

## Ausbildung und Beruf
Fritzenwallner besuchte zwischen 1971 und 1975 die Volksschule in Kleinarl und wechselte 1975 zum Besuch der Hauptschule nach Wagrain. 1979 verließ er die Hauptschule und setzte seine Ausbildung an der Handelsschule in St. Johann im Pongau fort. Nach dem Abschluss der Handelsschule im Jahr 1982 begann er noch im selben Jahr eine Lehre als Koch und schloss seine Lehre in der Folge 1985 ab. Er absolvierte von 1985 bis 1986 seinen Präsenzdienst und legte 1988 die Konzessionsprüfung für das Gastgewerbe ab. Daraufhin übernahm er 1989 den elterlichen Betrieb in Kleinarl. Er führt seitdem das Gästehaus – Frühstückspension Emmi am Emmiweg 6 in Kleinarl.

## Politik und Funktionen
Josef Fritzwallner trat 1986 der FPÖ bei und engagierte sich zwischen 1994 und 1997 als Landesobmann des Ringes Freiheitlicher Jugend (RFJ). Er vertrat die Freiheitliche Partei Österreichs vom 2. Mai 1994 bis zum 26. April 1999 im Salzburger Landtag und fungierte von 1998 bis 2003 innerparteilich als Ortsparteiobmann der FPÖ-Kleinarl. Nach seinem Ausscheiden aus dem Landtag engagierte sich Fritzenwallner verstärkt in der Lokalpolitik, wobei er im Jahr 2000 Mitglied der Gemeindevertretung von Kleinarl wurde. Er vertrat dort zunächst die Freiheitliche Partei Österreichs. Bei der Gemeinderatswahl 2004 trat Fritzenwallner für die Freien Demokraten (FDK) an, einem Zusammenschluss verschiedener FPÖ-Dissidenten, die sich nach der Abspaltung des Bündnis Zukunft Österreich (BZÖ) von der FPÖ zusammengeschlossen hatten. Er wurde mit einem Ergebnis von 13,4 % seiner Liste erneut in die Gemeindevertretung gewählt und erreichte bei der Gemeinderatswahl 2009 14,3 % der gültigen Stimmen. Er selbst kam bei der Bürgermeisterdirektwahl auf 11,3 %.
Bei der Nationalratswahl 1996 trat Fritzenwallner für das Bündnis Zukunft Österreich (BZÖ) auf dem 22. und letzten Platz im Landeswahlkreis Salzburg sowie auf dem 12. und letzten Platz im Regionalwahlkreis Lungau/Pinzgau/Pongau an.